# Фитонутријенти
Фитонутријенти или фитохемикалије су на основу научних истраживања на хиљаде новооткривених супстанци у намирницама биљног порекла, које  помажу у заштити биљака од микроорганизама, гљивица, буба и других претњи. Унети у организам човека исхраном они доприносе његовом бољем здрављу. Наиме исхраном намирницама биљног порекла, човек заправо у свој организам уноси и ове заштитне материје које имају вишеструку значајну улогу у превенцији развоја различитих болести. Дуго времена здравствено повољно деловање намирница биљног порекла приписивало се бројнаим витамина, минералима и влаканима, а данас  се приписује и фитонутријентима које оне у себи садрже у различитим количинама.

## Опште информације
Као и сва друга бића у природи, и биљке су изложене штетном зрачењу, отровима и загађењу, а изложеност токсичном деловању узрок је стварању слободних радикала у њиховим ћелијама. Слободни радикали могу се везати за беланчевине, ћелијске мембране и ДНК и тако их уништити их. Како су биљке статичне и не могу се склонити од штетних деловања, природа их је опремила заштитним материјама - фитонутријентима. 
Фитонутритријенти воћа и поврћа су супстанце које настају у процесу метаболизма биљака, и са технолошког аспекта су значајне у области прехрамбеног инжењерства и прехрамбене технологије, као и у области фармације и медицине. Већина фитонутритијената су антиоксиданси. Технолошки аспект ових супстанци обухвата хемију, познавање својстава током процеса прераде и познавање биохемијских механизама током деградације. 
Фитонутријенти нису неопходни за одржавање човековог живота, за разлику од витамина и минерала које садржи биљна храна. Али када једете или пијете фитонутријенте, они могу помоћи у спречавању болести и одржавању правилног рада човекоовог тела. Више од 25.000 фитонутријената налази се у биљној храни, међу којима су налази следећих шест важних фитонутријенати који су потенцијално важћни за здравствене ефекте: 
- каротеноиди
- елагинска киселина
- флавоноиди
- ресвератрол
- глукосинолат
- фитоестроген.

Конзумирањем биљака богатих фитонутријентима, а свака биљка их садржи на хиљаде, човек кроз исхрану себи обезбеђује и одређену врсту заштите. У задњих неколико деценија препознато је неколико стотина фитонутријената за које се перманентно истражује њихово позитивно дејство на човеково здравље. 
Имајући у виду напред наведено последњих година, тржиште функционалне хране и дијететских суплемената заснованих на фитонутритијенатима воћа и поврћа су супстанце које настају у процесу метаболизма биљака. Фитохемикалије са технолошког аспекта су значајне у области прехрамбеног инжењерства и прехрамбене технологије, као и у области фармације и медицине. Већина фитокемикалија су антиоксиданси. Технолошки аспект фитохемикалија обухвата хемију, познавање својстава током процеса прераде и познавање биохемијских механизама током деградације. 
Последњих година, тржиште функционалне хране и дијететских суплемената заснованих на фитонутритијенатима брзо је расло. Стога, истраживање механизама фитокемијске екстракције постаје област проучавања и за прехрамбене и за хемијске и фармацеутске инжењере. 
Са становишта фармације и медицине, само у последњих 10 до 20 година изоловане су бројне супстанце са заштитним дејством у намирницама биљног порекла које се називају „секундарне биљне супстанце“. Стога, истраживање механизама фитохемијске екстракције постаје област проучавања и за прехрамбене и за хемијске и фармацеутске инжењере.  Међутим, према неким студијама, примена синтетичких каротеноида може да изазова повећану опасност од рака плућа код пушача који су узимали те додатке исхрани, па у употреби синтетичких фитонутријената треба бити обазрив.

## Каротеноиди
Најраспрострањенија и најпознатија врста фитонутријенти су каротеноиди. Они намирницама, као што су шаргарепа и парадајз, дају наранџасту, црвену, љубичасту и ружичасту боју. У ову најраспрострањенију групу фитонутријената спадају:
- алфа-каротен,
- бета-каротен,
- бета-криптоксантин,
- лутеин,
- зеаксантин,
- ликопен.

Највише каротеноида има у слатком кромпиру, спанаћу, кељу, шаргарепи, блитви, тикви, зеленој салати, дињи, паприци, брокулама, парадајзу, грашку, грејпу, боранији, лубеници и кајсијама.
Алфа-каротен, бета-каротен и бета-криптоксантин
Наше тело може претворити све ове каротеноиде до витамина А . Овај витамин помаже у правилном функционисању  имунолошког система и неопходан је за здравље очију . Жута и наранџаста храна попут бундеве и шаргарепе су добри извори алфа и бета-каротена  и бета-криптоксантин (који се налази и у слаткој црвеној паприци).
Лутеин и зеаксантин
Лутеин и зеаксантин посебно су активни у оку: штите мрежњачу и зенице од оксидативног оштећења, па самим тим и од настајања катаракте и макуларне дегенерације која настаје током процеса старења.
Добри извори ових фитонутријената су зелене биљке као што су: спанаћ, кељ, нар.
Ликопен
Ликопен је посебно важан у заштити мембранских масти од оксидације, што се повезује са уносом ликопена који утиче на мању опасност од кардиоваскуларних болести и рака простате. За ликопен се такође верује да је важан у превенцији болести срца јер утиће на спречавање или умањење штетног деловање слободних радикала на ЛДЛ холестерол. Наиме пре него што се холестерол наталожи у облику наслага које склеротизују и сужавају артерије, он мора да оксидише, а за то су задужени слободни радикали. Својим снажним антиоксидативним деловањем ликопен може да спречи оксидацију ЛДЛ холестерола. Исхрана намирницама богатим ликопеном (паприка, парадајз, лубеница) повезана је са смањеном опасношћу од рака простате. Недавна истраживања такође указују на то да ликопен може да повећа број сперматозоида код неплодних мушкараца. 
Иако се препоручује узимање каротеноидних намирница само свежих, у случају употребе оних са ликопеном препоручује се термички обрађених. На пример, ликопен наше тело лакше користи из куваног, пастеризованог и конзервисаног парадајза. Доступност каротеноида из мркве и спанаћа такође се повећава кувањем на пари. Дугим кухањем драстично опада количина каротеноида у намирницама. Кувањем се из свежег спанаћа може уклонити 50% флавоноида, а из лука 30%. 
Како су за апсорпцију каротеноида потребне масти, поврће треба јести увек са салатним масним преливом. 
Намирнице богате флавоноидима често су богате и витамином C, што је од посебног значаја јер за многе функције витамина C потребно је присутност флавоноида. Они у комбинацији подстичу међусобно антиоксидативно дејство.

## Елагинска киселина
Елагинска киселина се налази у бројним бобицама и другим биљним намирницама, а посебно у:
- јагодама,
- малинама,
- нару

Елагинска киселина може помоћи у заштити човековог организма од рака на неколико различитих начина:
- успоравањем раста ћелија рака,
- неутрализацијом хемикалије које изазивају рак .

Међутим како су студије о овој  киселине углавном  рађене у лабораторији,  њена корист за људско здравље је недовољно позната.

## Флавоноиди
Флавоноиди (bioflavonoidi) (od лат. flavus са значењем жуто) су класа биљних секундарних метаболита. Флавоноиди су се оригинално називали витамин П, вероватно због утицаја које имају на пермеабилност васкуларних капилара, али се у данашње време овај термин ретко користи.
Постоји велики број биофлавоноида.  До сада је идентификовано преко 800 различитих биофлавоноида, а најпознатији су кверцетин, антоцијанини, катехини, рутин, хесперидин и др.  Многи од њих су заправо пигменти у воћу и поврћу. Постоје бројни научни подаци о њиховом благотворном учинку на организам, мада истраживања које би дала необориве доказе за те тврдње још увек недостају.
Улоге у организму
Неки научници биофлавоноиде називају C-комплексом пошто се често налазе заједно са витамином C. Многа истраживања о биофлавоноидима говоре о њиховим могућим улогама у организму. За сада је доста поуздано доказано да биофлавоноиди могу позитивно да утичу на оштећену функцију капилара и вена. Бројне студије су показале да би биофлавоноиди имају антитромботска својства. Показано је и да су бројни биофлавоноиди моћни антиоксиданси, тј. да спречавају оштећење ћелија које узрокују слободни радикали, нуспродукти оксидативног метаболизма. Неки биофлавоноиди се користе у прехрамбеној индустрији као додаци храни ради спречавања оксидације масти, али и за повећање хранљиве и биолошке вредности такве хране.
С друге стране, све се више истражује улога биофлавоноида у метаболизму и функцији аскорбинске киселине или витамина C у организму. За сада нема поузданог доказа, али се верује да витамин C и биофлавоноиди заједнички доприносе позитивним учинцима на имунског система. Постоје и истраживања која индицирају позитиван учинак биофлавоноида на превенцију срчаних болести, рака, па и на антиинфективна својства неких биофлавоноида.
Једна мала студија је показала да појединачно кориштени витамин C и флавоноид из агрума, хесперидин, немају никакво дејство на симптоме менопаузе. Заједно су, међутим, уклонили "валунге" код већине од 94 жена које су суделовале у испитивању.
Пошто се биофлавоноиди не сматрају витаминима нити неопходним материјама за сада не постоји препоручена дневна доза уноса биофлавоноида, али бројни научници верују да исхрана с пуно биофлавоноида из воћа и поврћа може да спречи развој срчаних болести и многих тумора.
Неки флавоноиди делују и антимикробно. Мирицетин, којег највише има у брусницама и боровницама, зауставља раст одређених сојева стафилокока.

## Фитоестрогени
Фитоестрогени су ксеноестрогени биљног порекла  које не производи ендокрини систем човека, већ се конзумирају кроз исхрану. Они представљају разноврсну групу природних нестероидних једињења присутних у биљкама, која због своје структурне сличности са естрадиолом (17-β-естрадиол), имају потенцијал да индукују естроген и/или антиестрогене ефекте,  активирањем и блокирањем места у рецепторима за естроген.
Према једној студији фитоестрогена у западњачкој исхрани, храна са највећим релативним садржајем фитоестрогена била је:
- соја и производи од соје
- сусам
- пшеница
- овас
- јечам
- сочиво
- црвена детелина
- ораси
- махунарке
- семе лана (лан)
- пискавица (садржи диосгенин, али се такође користи за прављење Тестофена, једињења које узимају мушкарци за повећање тестостерона).
- зоб
- пасуљ
- пиринач
- јабуке
- шаргарепа
- шипак
- пшеничне клице
- пиринчане мекиње
- кудуз
- кафа
- корен сладића
- нана
- гинсенг
- хмељ
- коморач
- анис
- спанаћ

Највеће концентрације изофлавона налазе се у соји и производима од соје, а затим у махунаркама, док су лигнани примарни извор фитоестрогена који се налазе у орашастим плодовима и уљарицама (нпр. лан), а такође се налазе у житарицама, махунаркама, воћу и поврћу.
Садржај фитоестрогена варира у различитим намирницама и може значајно да варира унутар исте групе намирница (нпр. сојина пића, тофу) у зависности од механизама обраде и врсте коришћене соје. Махунарке (посебно соја), житарице од целог зрна и нека семена имају висок садржај фитоестрогена.
Већа група фитонутријената који су из групе изофлавона  (битни су за здравље жене!) на пример из соје, црвене детелине и ражи  могу да штите од хормонски зависних врста рака (нпр. рака дојке).